# Región de Aveiro

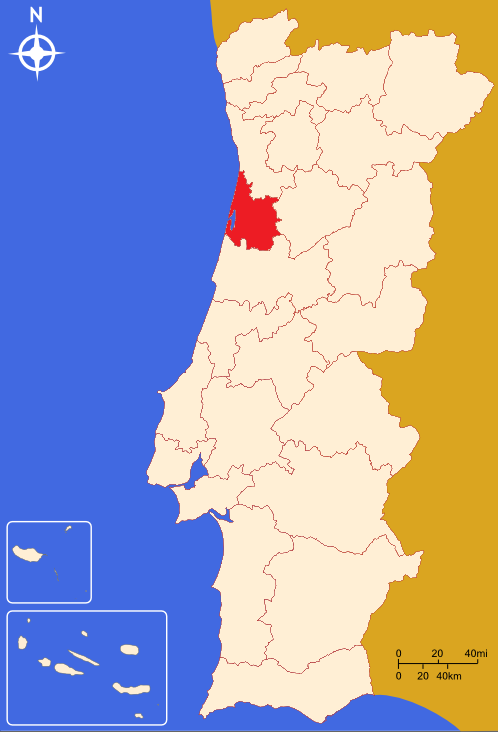
Comunidad intermunicipal de la región de Aveiro

La Comunidad Intermunicipal de la Región de Aveiro es una institución pública de carácter asociativo y alcance geográfico que tiene por objeto lograr intereses comunes de los municipios que la integran.
La Comunidad incluye los municipios de Águeda, Albergaria-a-Velha, Anadia, Aveiro, Estarreja, Ílhavo, Murtosa, Oliveira do Bairro, Ovar, Sever do Vouga y Vagos.
Su superficie es de 1 693 km², y su población es de 370 395 habitantes. Así, su densidad de población es de 218,8 hab./km². (datos de 2011)